# Las Palmas (Santurce)
|                                                  |                                                         |
| Coordenadas                                      | 18°26′12″N 66°2′50″O / 18.43667, -66.04722              |
| Entidad • País • Territorio • Municipio • Barrio | Sub-barrio Estados Unidos Puerto Rico San Juan Santurce |
| Superficie                                       | 0,32 km² (0,12 mi²)                                     |
| Población • Densidad poblacional                 | 2.772 (2000) 8.767,4 km² (22.707,5 mi²)                 |

Las Palmas es uno de los cuarenta “sub-barrios” del barrio Santurce en el municipio de San Juan, Puerto Rico. De acuerdo al censo del año 2000, este sector contaba con 2.772 habitantes y una superficie de 0,32 km².